# Preromaanse architectuur

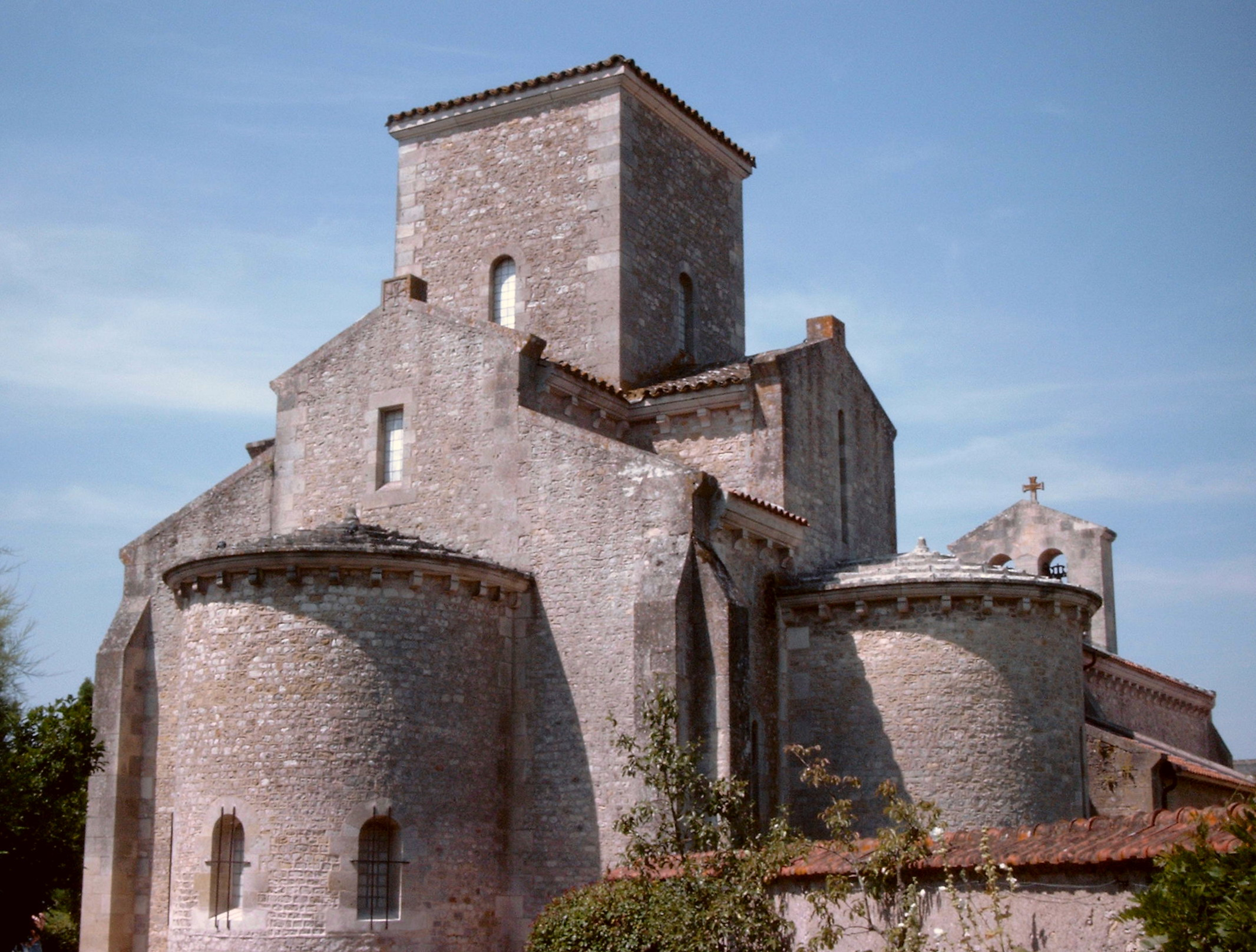
De Kerk van Germigny uit 806 is een voorbeeld van de preromaanse architectuur

Onder de term preromaanse architectuur wordt de periode in de Europese architectuur bedoeld tussen het begin van de Karolingische renaissance in ongeveer het jaar 760 tot het begin van de romaanse architectuur rond het jaar 1100. Er is maar een beperkt aantal bouwwerken uit deze periode bewaard gebleven. De stijl is afgeleid van de Romeinse en Byzantijnse stijlvormen. De plattegronden van sommige hoofdkerken zijn dan als vroegchristelijk te kenmerken. De abdij van Fulda, bijvoorbeeld, begonnen in 802 is direct afgeleid van de Sint-Pieter en de andere Romeinse basilieken met dwarsbeuken. De Abdij van Lorsch is daarentegen zuiver Karolingisch met Romeinse kenmerken. Centula (of Saint-Riquier bij Abbeville) is grotendeels origineel en heeft een noordelijker karakter. De kerk werd gebouwd door een informele schoonzoon van Karel de Grote, abt Angilbert, in de jaren 790 tot 799, maar bestaat niet meer. Het gebouw is alleen nog bekend van een gravure naar een 12e-eeuwse tekening en een nog oudere beschrijving. De plattegrond van Sankt Gallen toont een opvallende gelijkenis met het ontwerp van de kathedraal van Keulen. Germigny-des-Prés bij Orleans toont een Karolingische kerk gewijd in 806 met een Byzantijns schema: de quincunx of het ingeschreven Grieks kruis.
In verschillende landen in Europa werden in deze periode bouwwerken gebouwd die tot op heden bewaard zijn gebleven. In Nederland zijn weinig preromaanse bouwwerken behouden gebleven. Zo wordt de 11e-eeuwse Sint-Catharinakapel in Lemiers tot de preromaanse groep gerekend.

## Enkele voorbeelden van preromaanse architectuur
| Naam                            | Plaats                                  | Soort gebouw       | Beschaving                  | Bouwperiode |
| ------------------------------- | --------------------------------------- | ------------------ | --------------------------- | ----------- |
| Kerk van San Juan Bautista      | Baños de Cerrato nabij Palencia, Spanje | Kerkgebouw         | Visigoten                   | 661         |
| Kerk van San Salvatore          | Spoleto, Italië                         | Kerkgebouw         | Langobardische architectuur | 8e eeuw     |
| Paltskapel in de Dom van Aken   | Aken, Duitsland                         | Kapel              | Karolingische architectuur  | 786 - 804   |
| Kerk van Germigny               | Germigny-des-Prés, Frankrijk            | Kerkgebouw         | Karolingische architectuur  | 806 - ?     |
| Santa María del Naranco         | nabij Oviedo, Spanje                    | Gebouwd als paleis | Asturiërs                   | - 848       |
| Kerk van San Miguel de Escalada | Nabij León, Spanje                      | Kerkgebouw         | Mozaraben                   | 913         |